# Joanne Harrisová
Joanne Michèle Sylvie Harrisová, v nepřechýlené formě Harris, (* 3. červenec 1964, Yorkshire, Barnsley, Spojené království) je britská spisovatelka.

## Kariéra
Joanne Harrisová se narodila v roce 1964 v Barnsley v Yorkshiru. Její matka pochází z Francie a otec je Angličan.
Studovala moderní a středověké jazyky na St. Catharine’s College v Cambridgi. Věnovala se zaměstnáním jako např.: rocková hudebnice, bylinkářka, nebo účetní. Žádná z těchto činností ji nenaplňovala, tak se nakonec patnáct let věnovala povolání učitelky francouzštiny na chlapecké škole v Leedsu. Během této doby vydala tři romány: Ďáblovo sémě (The Evil Seed), Spi, bledá setřičko (Sleep, Pale Sister) a Čokoláda (Chocolat).
Začala se plně věnovat psaní a sepsala dalších osm knih: Ostružinové víno (Blackberry Wine), Pět dílků pomeranče (Five Quarters of the Orange), Slaná vůně přílivu (Coastliners), Svatí blázni (Holy Fools), Gentlemani a hráči (Gentlemen and Players), Krysařovy střevíce (The Lollipop Shoes), Znamení run (Runemarks), Modrá je barva vraždy (Blueeyedboy) a Jiné světy, jiní lidé (Jigs & Reels). Za spolupráce s kuchařkou Fran Warde sepsala dvě kuchařské knihy.
Její knihy byly vydány ve více než čtyřiceti zemích.
V roce 2004 byla Harrisová nominována na cenu Whitbread Novel of the Year Award a v roce 2005 na cenu Orange prize.

## Osobní život
Ve volném čase hraje na basovou kytaru ve skupině, která byla založena v jejích šestnácti letech. Věnuje se také studiu staré severštiny. Žije v Yorkshiru se svým manželem a dcerou Anouchkou.

## Dílo

### Romány
- Ďáblovo sémě (The Evil Seed) (1989)
- Spi, bledá sestřičko (Sleep, Pale sister) (1993)
- Čokoláda (Chocolat) (2000) - filmové zpracování Čokoláda
- Ostružinové víno (Blackberry Wine) (2001)
- Pět dílků pomeranče (Five Quarters of the Orange) (2002)
- Slaná vůně přílivu (Coastliners) (2002)
- Svatí blázni (Holy Fools) (2003)
- Gentlemani a hráči (Gentlemen & Players) (2005)
- Krysařovy střevíce (The Lollipop Shoes) (2007) - pokračování Čokolády
- Znamení run (Runemarks) (2007)
- Modrá je barva vraždy (Blueeyedboy) (2010)[1]
- Broskve pro Pána le Curé (Peaches for Monsieur le Curé) (2012) - pokračování Čokolády a "Krysařovych střevíc"

### Povídky
- Jiné světy, jiní lidé (Jigs & Reels) (2004) - kniha povídek
- Tea With the Birds (2004)

### Ostatní
- The French Kitchen (2002) - francouzská kuchařka
- The French Kitchen (2005) - francouzská kuchařka